# Lista de património inventariado no Plano Diretor Municipal de 1994 em Celorico de Basto
| Designação                     | Freguesia           |
| Igreja de Agilde               | Agilde              |
| Capela de S. Pedro             | Agilde              |
| Casa de Arnoia                 | Arnoia              |
| Casa do Casal                  | Arnoia              |
| Casa do Casal de Nino          | Arnoia              |
| Casa do Chelo                  | Arnoia              |
| Casa do Telhô                  | Arnoia              |
| Casa de Toiande                | Arnoia              |
| Solar de Travassinhos          | Arnoia              |
| Castelo de Arnoia              | Arnoia              |
| Convento de Arnoia             | Arnoia              |
| Igreja Matriz de Arnoia        | Arnoia              |
| Pelourinho do Castelo          | Arnoia              |
| Casa de Murgido                | Borba de Montanha   |
| Casas Rurais em Quintela       | Borba de Montanha   |
| Casas Rurais na Barrega        | Borba de Montanha   |
| Casa de Mosqueiros             | Britelo             |
| Casa de Outeiro                | Britelo             |
| Casa do Prado                  | Britelo             |
| Igreja Matriz de Britelo       | Britelo             |
| Pelourinho da Vila             | Britelo             |
| Ermida da N. S. do Viso        | Caçarilhe           |
| Cruzeiro de Caçarilhe          | Caçarilhe           |
| Casas Rurais em Pereira        | Basto (S. Clemente) |
| Casas Rurais na Vacaria        | Basto (S. Clemente) |
| Casa do Barreiro               | Canedo              |
| Casa de Cabo de Vila           | Canedo              |
| Casa da Piedade                | Canedo              |
| Casa de Val de Esculca         | Canedo              |
| Casa de S.ta Bárbara           | Carvalho            |
| Casa de Caselhos de Cima       | Corgo               |
| Casa da Igreja                 | Corgo               |
| Casa do Marvão                 | Corgo               |
| Igreja de S. Romão do Corgo    | Corgo               |
| Casa do Vinhal                 | Fervença            |
| Casa de Balouta                | Gagos               |
| Casa da Cruz                   | Gagos               |
| Casa do Pomar                  | Gagos               |
| Casa da Portela                | Gagos               |
| Casa de S. Tiago               | Gagos               |
| Casa da Veiga                  | Gagos               |
| Casa da Laje                   | Gémeos              |
| Igreja Paroquial de Gémeos     | Gémeos              |
| Casa do Campo                  | Molares             |
| Casa das Eiras                 | Molares             |
| Capela de S. António           | Molares             |
| Casa de Cabo de Vila           | Moreira do Castelo  |
| Casa da Torre                  | Moreira do Castelo  |
| Casa das Cerdeirinhas          | Ourilhe             |
| Casa do Muro                   | Ourilhe             |
| Capela do Porto                | Ourilhe             |
| Estela de Vila Boa             | Rego                |
| Igreja de S. Salvador de Ribas | Ribas               |
| Casa de Arosa                  | Basto (S. Clemente) |
| Casa da Gandarela              | Basto (S. Clemente) |
| Casa da Granja                 | Basto (S. Clemente) |
| Casa da Lapeira                | Basto (S. Clemente) |
| Casa do Souto                  | Basto (S. Clemente) |
| Igreja de S. Clemente de Basto | Basto (S. Clemente) |
| Capela da Senhora da Oliveira  | Basto (S. Clemente) |
| Casa do Paço                   | Basto (Santa Tecla) |
| Casa da Igreja                 | Vale de Bouro       |
| Casa do Melhorado              | Vale de Bouro       |
| Casa do Outeiro                | Vale de Bouro       |
| Casa do Reguengo               | Vale de Bouro       |
| Casa da Ribeira                | Vale de Bouro       |
| Casa de Sorribas               | Vale de Bouro       |
| Casa de Boavista               | Veade               |
| Casa dos Carvalhos             | Veade               |
| Casa do Barão                  | Veade               |
| Casa do Outeiro                | Veade               |
| Casa de Veade                  | Veade               |
| Igreja Matriz de Veade         | Veade               |

1. ↑  CÂMARA MUNICIPAL DE CELORICO DE BASTO, Plano Diretor Municipal - Volume III - Carta do Património Arquitetónico do concelho de Celorico de Basto, Novembro 2013